# Copa Espírito Santo de Futebol de 2018
A Copa Espírito Santo de Futebol de 2018, oficialmente Copa ES Loterias Caixa 2018 por motivos de patrocínio, foi a 16ª edição do segundo torneio de futebol mais importante do estado do Espírito Santo. Foi disputado entre 21 de julho e 20 de outubro com a participação de dez equipes e teve o Vitória-ES como campeão, o que lhe garantiu vaga na Copa Verde de 2019 e na Série D do Brasileiro de 2019.

## Regulamento
Na Primeira Fase, as dez equipes estão divididas em dois grupos com cinco times. As equipes jogam em turno e returno dentro de cada grupo. Os dois melhores colocados de cada grupo disputarão as Semifinais, que serão disputadas em partidas de ida e volta. Os vencedores das Semifinais decidem o título também em partidas de ida e volta. O campeão garante vaga no Série D do Brasileiro de 2019 e na Copa Verde de 2019. Apenas os participantes da Série A do Capixabão de 2018 estão aptos à vaga na Série D do Brasileiro.

### Critérios de desempate
Os critérios de desempate serão aplicados na seguinte ordem para cada fase:
Primeira Fase
1. Maior número de vitórias
2. Maior saldo de gols
3. Maior número de gols pró (marcados)
4. Confronto direto
5. Menor número de cartões vermelhos
6. Menor número de cartões amarelos
7. Sorteio

Semifinais
1. Maior saldo de gols nos dois jogos
2. Melhor classificação na Primeira Fase

Finais
1. Cobrança de pênaltis

## Participantes
| Clube                  | Cidade       | Temporada 2017 | Estádio               | Capacidade | Títulos (último) |
| ---------------------- | ------------ | -------------- | --------------------- | ---------- | ---------------- |
| Atlético Itapemirim    | Itapemirim   | Campeão        | José Olívio Soares    | 2 000      | 1 (2017)         |
| Castelo                | Castelo      | Não Participou | Emílio Nemer          | 2 000      | 0 (não possui)   |
| Desportiva Ferroviária | Cariacica    | 3º Colocado    | Engenheiro Araripe    | 7 700      | 2 (2012)         |
| Linhares               | Linhares     | Primeira Fase  | Robertão              | 2 000      | 0 (não possui)   |
| Real Noroeste          | Águia Branca | Primeira Fase  | José Olímpio da Rocha | 5 281      | 3 (2014)         |
| São Mateus             | São Mateus   | Não Participou | Sernamby              | 4 500      | 0 (não possui)   |
| Serra                  | Serra        | Primeira Fase  | Robertão              | 2 000      | 0 (não possui)   |
| Sport-ES               | Serra        | Primeira Fase  | Robertão              | 2 000      | 0 (não possui)   |
| Tupy                   | Vila Velha   | Não Participou | Toca do Índio         | 1 000      | 0 (não possui)   |
| Vitória-ES             | Vitória      | Primeira Fase  | Salvador Costa        | 3 000      | 2 (2010)         |

## Primeira Fase

### Grupo A
| Pos | Times         | Pts | J | V | E | D | GP | GC | SG  | Classificação ou rebaixamento |
| --- | ------------- | --- | - | - | - | - | -- | -- | --- | ----------------------------- |
| 1   | Serra         | 15  | 8 | 4 | 3 | 1 | 12 | 3  | 9   | Classificado às Semifinais    |
| 2   | Real Noroeste | 14  | 8 | 4 | 2 | 2 | 5  | 3  | 2   | Classificado às Semifinais    |
| 3   | São Mateus    | 12  | 8 | 3 | 3 | 2 | 7  | 6  | 1   |                               |
| 4   | Sport-ES      | 8   | 8 | 1 | 5 | 2 | 5  | 7  | -2  |                               |
| 5   | Linhares      | 3   | 8 | 0 | 3 | 5 | 4  | 14 | -10 |                               |

### Grupo B
| Pos | Times                  | Pts | J | V | E | D | GP | GC | SG  | Classificação ou rebaixamento |
| --- | ---------------------- | --- | - | - | - | - | -- | -- | --- | ----------------------------- |
| 1   | Atlético Itapemirim    | 21  | 8 | 7 | 0 | 1 | 16 | 4  | 12  | Classificado às Semifinais    |
| 2   | Vitória-ES             | 14  | 8 | 4 | 2 | 2 | 9  | 5  | 4   | Classificado às Semifinais    |
| 3   | Desportiva Ferroviária | 13  | 8 | 4 | 1 | 3 | 8  | 7  | 1   |                               |
| 4   | Tupy                   | 8   | 8 | 2 | 2 | 4 | 8  | 8  | 0   |                               |
| 5   | Castelo                | 1   | 8 | 0 | 1 | 7 | 2  | 19 | -17 |                               |

## Semifinais
Jogos de ida
| Sábado, 29 de setembro | Vitória-ES                        | 2 – 1     | Serra    | Estádio Salvador Costa, Vitória                             |
| 15:00                  | Nilo 45+1' · Chiquinho 84' (pen.) | Relatório | 17' Rael | Público: 612 Renda: R$ 7.815,00 Árbitro: ES Rudimar Goltara |

| Sábado, 29 de setembro | Real Noroeste  | 1 – 1     | Atlético Itapemirim | Estádio José Olímpio da Rocha, Águia Branca                  |
| 15:00                  | Washington 38' | Relatório | 15' Pirão           | Público: 100 Renda: R$ 845,00 Árbitro: ES Dyorgines Padovani |

Jogos de volta
| Terça-feira, 9 de outubro | Serra    | 1 – 1     | Vitória-ES | Estádio Robertão, Serra                                           |
| 20:15                     | Rael 52' | Relatório | 90+7' Nilo | Público: 1 004 Renda: R$ 13.330,00 Árbitro: ES Devarly do Rosário |

| Sábado, 6 de outubro | Atlético Itapemirim      | 2 – 1     | Real Noroeste | Estádio Sumaré, Cachoeiro de Itapemirim                    |
| 15:00                | Ranieri 74' · Warlei 84' | Relatório | 25' Josimar   | Público: 395 Renda: R$ 2.450,00 Árbitro: ES Felipe Varejão |

## Finais
Jogo de ida
| Domingo, 14 de outubro | Vitória-ES                            | 3 – 0     | Atlético Itapemirim | Estádio Salvador Costa, Vitória                                |
| 15:00                  | Cássio 28' · Gian 46' · Léo Breno 51' | Relatório |                     | Público: 674 Renda: R$ 8.710,00 Árbitro: ES Dyorgines Padovani |

Jogo de volta
| Sábado, 20 de outubro | Atlético Itapemirim | 0 – 0     | Vitória-ES | Estádio Sumaré, Cachoeiro de Itapemirim                    |
| 16:00                 |                     | Relatório |            | Público: 476 Renda: R$ 5.600,00 Árbitro: ES Felipe Varejão |

## Premiação
| Copa Espírito Santo de 2018    |
| Vitória                        |
| ------------------------------ |
| Vitória-ES Campeão (3º título) |